# カイラー・マレー
カイラー・コール・マレー（Kyler Cole Murray, 1997年8月7日 - ）は、アメリカ合衆国テキサス州ベッドフォード出身のプロアメリカンフットボール選手。ポジションはクォーターバック。NFLのアリゾナ・カージナルスに所属している。
史上初となるMLBとNFLの両方でドラフト1巡目指名を受けた選手である。

## 経歴

### 幼少期
テキサス州ベッドフォードで生まれた。アレン高校時代の2014年、ゲータレード年間最優秀選手賞を受賞した。チームは、3連続で州選手権で優勝し、また43試合連続勝利という記録をつくった。マレーは在学中に先発出場した試合のうち、初戦の敗北を除き、残り全ての試合で勝利を果たした。また、野球もプレーし、高校では遊撃手と二塁手を務めていた。2015年のMLBドラフトの指名候補との呼び声もあったが、卒業後は、かつて父も通ったテキサスA&M大学に進学し、引き続きアメリカンフットボールと野球を掛け持ちした。

### 大学時代
2015年にテキサスA&M大学に入学したマレーは、チームがカイル・アレン（その後、カロライナ・パンサーズに入団）を先発QBとして起用する方針から、控えとなっていたが、シーズン途中から先発に昇格し、数試合に出場した。2015年12月24日、オクラホマ大学に転校することを発表した。しかしNCAAのルールにより、2016年シーズンは試合に出場できないこととなった。なお、フットボールの試合に出れない2016年、マレーは引き続きテキサスA&M大学で内野手として野球を続けた。
2017年、野球でもオクラホマ大学に所属し、主に左翼手としてプレーした。フットボールでは後にクリーブランド・ブラウンズから全体1位指名されるベイカー・メイフィールドの控えQBとなり、先発出場は1試合のみだった。
2018年、野球では中堅手としてプレーしていたマレーは、打率.296、10本塁打、47打点、10の成績を上げた。このシーズン後、マレーはアメリカンフットボール選手として歩んでいきたい意向を報告していたが、2018年6月のMLBドラフト1巡目(全体9位)でオークランド・アスレチックスから指名され、アスレチックスと466万ドルの契約金を含む契約を締結した。その後のフットボールの2018年シーズンでは、開幕から先発QBを務め、4,361ヤード、43TD、7INTの成績を残し、12月にはハイズマン賞を受賞した。オクラホマ大学の選手がハイズマン賞を受賞するのは前年のメイフィールドに続き、2年連続であった。
当初マレーは、2018年のフットボールシーズン前の期間に野球選手としてのキャリアを始めるため、2019年シーズンのスプリングトレーニングに参加することを報告していた。しかし、2019年2月、マレーはアスレチックスでプレーをせずにアメリカンフットボールに専念し、2019年のNFLドラフトにエントリーすることを発表した。契約は破棄したものの、アスレチックスはその後もマレーの権利を保持しているため、野球をプレーすることを選択すればアスレチックスでプレーすることができる。

#### 大学時代の通算成績
| 年度 | チーム      | パス                           | パス                           | パス                           | パス                           | パス                           | パス                           | パス                           | ラン                           | ラン                           | ラン                           | ラン                           |
| 年度 | チーム      | 成功 回数                      | 試投 回数                      | 成功 確率                      | 獲得 ヤード                    | TD                             | Int                            | レイテ ィング                  | 試行 回数                      | 獲得 ヤード                    | 平均 獲得 ヤード               | TD                             |
| ---- | ----------- | ------------------------------ | ------------------------------ | ------------------------------ | ------------------------------ | ------------------------------ | ------------------------------ | ------------------------------ | ------------------------------ | ------------------------------ | ------------------------------ | ------------------------------ |
| 2015 | テキサスA&M | 72                             | 121                            | 59.5                           | 686                            | 5                              | 7                              | 109.2                          | 53                             | 335                            | 6.3                            | 1                              |
| 2016 | オクラホマ  | NCAA転校ルールによりプレーせず | NCAA転校ルールによりプレーせず | NCAA転校ルールによりプレーせず | NCAA転校ルールによりプレーせず | NCAA転校ルールによりプレーせず | NCAA転校ルールによりプレーせず | NCAA転校ルールによりプレーせず | NCAA転校ルールによりプレーせず | NCAA転校ルールによりプレーせず | NCAA転校ルールによりプレーせず | NCAA転校ルールによりプレーせず |
| 2017 | オクラホマ  | 18                             | 21                             | 85.7                           | 359                            | 3                              | 0                              | 276.5                          | 14                             | 142                            | 10.1                           | 0                              |
| 2018 | オクラホマ  | 260                            | 377                            | 69.0                           | 4,361                          | 42                             | 7                              | 199.2                          | 140                            | 1,001                          | 7.2                            | 12                             |
| 計   | 計          | 350                            | 519                            | 67.4                           | 5,406                          | 50                             | 14                             | 181.3                          | 207                            | 1,478                          | 7.1                            | 13                             |

- 太字は自身最高記録
- ■は各年度のビッグ12最高記録
- ■はビッグ12新記録

### アリゾナ・カージナルス
2019年のNFLドラフトでマレーは全体1位でアリゾナ・カージナルスから指名された。ドラフト1巡で指名されたQB史上、もっとも身長の低い選手となった。史上初となるMLBとNFLの両方でドラフト1巡目指名をされ、また（前年1位のメイフィールドと今回のマレーは共にオクラホマ大学に在籍していたことから）同じ大学の選手が2年連続で全体1位指名を受けるのも史上初めてであった。
2019年9月8日、デトロイト・ライオンズとのチーム開幕戦（ステートファーム・スタジアム）でNFLデビューを果たした。この試合で、308ヤード、2TD、1INTを投げ、試合は27-27で引き分けとなった。先発QBとしてその後も試合に出場し、10月6日のシンシナティ・ベンガルズ戦（ポール・ブラウン・スタジアム）が初勝利となった。2020年2月1日に開催されたNFLオナーズにて、AP通信NFL最優秀新人攻撃選手を受賞した。
2020年11月15日のバッファロー・ビルズ戦（ステートファーム・スタジアム）で、第4クォーター残り11秒から投げた43ヤードのヘイルメリーパスは、WRのディアンドレ・ホプキンスがビルズの3人のディフェンス陣を押し切ってキャッチし、32-30でカージナルスが勝利した。このプレーによりマレーは「ヘイル・マレー」と呼ばれ、この年のブリヂストンNFL年間最優秀プレイ賞を獲得した。
2022年シーズン開幕前に2028年シーズン末までの、1億6,000万ドルの保証を含む5年2億3,050万ドルの契約延長に合意したと報じられた。
12月12日のニューイングランド・ペイトリオッツ戦でACL断裂のシーズン中復帰不可能な重傷を負った。
2023年11月12日のアトランタ・ファルコンズ戦で先発出場し、11か月ぶりの復帰戦を25-23の勝利で飾った。

## 人物
父のケビン・マレーは、テキサスA&M大学でQBを務め、1987年にドラフト外でサンフランシスコ・フォーティナイナーズに入団した元選手。しかし、試合出場は果たせなかった。また叔父のカルビン・マレーは、サンフランシスコ・ジャイアンツなどに在籍した元プロ野球選手（外野手）である。母方の祖母が韓国人である韓国系アメリカ人3世である。
シカゴ・ベアーズに所属するWRのデビン・デュバネイはいとこである。

## 詳細情報

### 年度別成績

#### レギュラーシーズン
| 年度     | チーム   | 背 番 号 | 試合 | 試合 | パス      | パス      | パス      | パス        | パス             | パス | パス | パス   | パス          | パス          | ラン      | ラン        | ラン             | ラン | ファンブル    | ファンブル |
| 年度     | チーム   | 背 番 号 | 出場 | 先発 | 成功 回数 | 試投 回数 | 成功 確率 | 獲得 ヤード | 平均 獲得 ヤード | TD   | Int  | サック | サック ヤード | レイテ ィング | 試行 回数 | 獲得 ヤード | 平均 獲得 ヤード | TD   | ファン ブル数 | ロスト     |
| -------- | -------- | -------- | ---- | ---- | --------- | --------- | --------- | ----------- | ---------------- | ---- | ---- | ------ | ------------- | ------------- | --------- | ----------- | ---------------- | ---- | ------------- | ---------- |
| 2019     | ARI      | 1        | 16   | 16   | 349       | 542       | 64.4      | 3,722       | 6.9              | 20   | 12   | 48     | 309           | 87.4          | 93        | 544         | 5.9              | 4    | 5             | 2          |
| 2020     | ARI      | 1        | 16   | 16   | 375       | 558       | 67.2      | 3,971       | 7.1              | 26   | 12   | 27     | 176           | 94.3          | 133       | 819         | 6.2              | 11   | 9             | 4          |
| 2021     | ARI      | 1        | 14   | 14   | 333       | 481       | 69.2      | 3,787       | 7.9              | 24   | 10   | 31     | 286           | 100.6         | 88        | 423         | 4.8              | 5    | 13            | 0          |
| 2022     | ARI      | 1        | 11   | 11   | 259       | 390       | 66.4      | 2,368       | 6.1              | 14   | 7    | 25     | 192           | 87.2          | 67        | 418         | 6.2              | 3    | 8             | 2          |
| 2023     | ARI      | 1        | 8    | 8    | 176       | 268       | 65.7      | 1,799       | 6.7              | 10   | 5    | 18     | 119           | 89.4          | 44        | 244         | 5.6              | 3    | 7             | 0          |
| 2024     | ARI      | 1        | 17   | 17   | 372       | 541       | 68.8      | 3,851       | 7.1              | 21   | 11   | 30     | 220           | 93.5          | 78        | 572         | 7.3              | 5    | 8             | 4          |
| NFL：6年 | NFL：6年 | NFL：6年 | 82   | 82   | 1,864     | 2,780     | 67.1      | 19,498      | 7.0              | 115  | 57   | 179    | 1,302         | 92.4          | 503       | 3,020       | 6.0              | 31   | 50            | 12         |

- 2024年度シーズン終了時
- 太字は自身最高記録
- ■は各年度のリーグ最高記録

### 個人賞
- ゲータレード年間最優秀選手賞（2015）
- ハイズマン賞（2018）
- デイビー・オブライエン賞（2018）
- AP通信カレッジフットボール最優秀選手賞（2018）
- ビッグ12カンファレンス・フットボール最優秀攻撃選手（2018）
- AP通信NFL最優秀新人攻撃選手（2019）
- ブリヂストンNFL年間最優秀プレイ賞（2020）

### 個人記録
- プロボウル出場：2回（2020、2021）
- PFWAオールルーキーチーム選出（2019）
- オールビッグ12第一チーム選出（2018）
- USAトゥデイ・オールアメリカン選出：2回（2013、2014）
- ミスターテキサス・フットボール：2回（2013、2014）